# Шерам
Шерам, настоящее имя Григор Талян (арм. Շերամ, Գրիգոր Թալյան; (20 марта 1857, Александрополь, Российская империя — 7 марта 1938, Ленинакан, Армянская ССР) — армянский гусан (ашуг).

## Биография
Рос в среде ашугских собраний и с юных лет приобщался к игре на народных инструментах и ашугскому мастерству.
Получив ашугское посвящение под именем Шерам (с арм. — «шелкопряд»), Шерам прославился на всю Армению как один из лучших армянских авторов-исполнителей своего времени.
После установления Советской власти в Армении, творчество Шерама вышло на новый уровень, что увеличило число организаций его творческих вечеров. Шерам исполнял свои произведения в Ереване, Баку, Карсе, Тбилиси, Эчмиадзине, Астрахани и др.
Среди его знаменитых и любимых в народе произведений — «Кезаниц мас чуним» (Не имею ничего от тебя), «Сируннер мик нехана…» (Красивые, не обижайтесь), «Ми бала э» (Красавица), «На ми наз уни», «Дун им мусан эс…» (Ты моя муза), «Сарер кахачем» (Умоляю вас, горы), «Шорора».
Особую популярность приобрела также песня «Ибрев арцив» (Как орёл), посвящённая национальному армянскому герою Андранику.